# Ананий I Струмишки
Ананий (на гръцки: Ανανίας) е православен духовник, струмишки митрополит на Охридската архиепископия.

## Биография
Ананий става духовник и наследява Йоаким на Струмишката катедра. Ананий участва в Цариградския събор, председателстван от архиепископ Паисий Охридски, който сваля патриарх Йоасаф II Константинополски в 1565 година (7073 от Сътворението). Григорий подписва акта на събора от януари 1565 година като смирен епископ Струмишки (ο ταπεινός επίσκοπος Στρουμνίτζης).